# Invincible (5ive)
Invincible è il secondo album in studio del gruppo musicale britannico 5ive, pubblicato l'8 novembre 1999 dalle etichette discografiche BMG e RCA Records.

## Tracce
Versione standard
1. If Ya Gettin' Down – 2:59 (Richard Stannard, Julian Gallagher, Jason Brown, Sean Conlon, Richard Breen)
2. Keep on Movin' – 3:17 (Richard Stannard, Julian Gallagher, Jason Brown, Sean Conlon, Richard Breen)
3. Don't Wanna Let You Go – 3:23 (Richard Stannard, Julian Gallagher, Jason Brown, Sean Conlon, Richard Breen)
4. We Will Rock You (feat. Queen) – 2:57 (Brian May)
5. Two Sides To Every Story – 3:27 (Mikkel Elbech Sørensen, Hallgeir Rustan, Tor Erik Hermansen, Ritchie Neville, Scott Robinson)
6. You Make Me A Better Man – 4:18 (Mikkel Elbech Sørensen, Hallgeir Rustan, Tor Erik Hermansen, Ritchie Neville, Scott Robinson)
7. Invincible – 4:10 (Richard Stannard, Julian Gallagher, Jason Brown, Sean Conlon, Richard Breen)
8. It's Alright – 4:16 (Richard Stannard, Julian Gallagher, Jason Brown, Scott Robinson, Ritchie Neville)
9. Serious – 3:22 (Jason Brown, Richard Breen, Andreas Carlsson)
10. How Do Ya Feel – 3:29 (Richard Stannard, Julian Gallagher, Jason Brown, Sean Conlon, Richard Breen, Scott Robinson, Ritchie Neville)
11. Everyday – 4:18 (Richard Stannard, Julian Gallagher, Jason Brown, Sean Conlon, Richard Breen)
12. Mr. Z – 2:50 (Richard Stannard, Julian Gallagher, Richard Norris, Richard Breen, Jason Brown, Sean Conlon)
13. Sunshine – 3:22 (Richard Stannard, Julian Gallagher, Richard Breen, Jason Brown, Sean Conlon)
14. Battlestar – 4:06 (Richard Stannard, Julian Gallagher, Richard Norris, Richard Breen, Jason Brown, Stu Phillips, Glen Albert Larson)
15. Inspector Gadget (Traccia fantasma) – 2:40 (Richard Stannard, Julian Gallagher, Richard Norris, Steve Lewinson, Richard Breen, Jason Brown)

Versione statunitense
1. Don't Fight It Baby – 3:04 (Steve Mac, Wayne Hector, Ali Tennant)
2. If Ya Gettin' Down – 2:59 (Richard Stannard, Julian Gallagher, Jason Brown, Sean Conlon, Richard Breen)
3. Don't Wanna Let You Go (Edit) – 3:23 (Richard Stannard, Julian Gallagher, Jason Brown, Sean Conlon, Richard Breen)
4. Two Sides To Every Story – 3:27 (Mikkel Elbech Sørensen, Hallgeir Rustan, Tor Erik Hermansen, Ritchie Neville, Scott Robinson)
5. Keep on Movin' – 3:17 (Richard Stannard, Julian Gallagher, Jason Brown, Sean Conlon, Richard Breen)
6. We Will Rock You (feat. Queen) – 2:57 (Brian May)
7. You Make Me A Better Man – 4:18 (Mikkel Elbech Sørensen, Hallgeir Rustan, Tor Erik Hermansen, Ritchie Neville, Scott Robinson)
8. Invincible – 4:10 (Richard Stannard, Julian Gallagher, Jason Brown, Sean Conlon, Richard Breen)
9. It's Alright – 4:16 (Richard Stannard, Julian Gallagher, Jason Brown, Scott Robinson, Ritchie Neville)
10. Serious – 3:22 (Jason Brown, Richard Breen, Andreas Carlsson)
11. How Do Ya Feel – 3:29 (Richard Stannard, Julian Gallagher, Jason Brown, Sean Conlon, Richard Breen, Scott Robinson, Ritchie Neville)
12. Everyday – 4:18 (Richard Stannard, Julian Gallagher, Jason Brown, Sean Conlon, Richard Breen)

## Classifiche

### Classifiche settimanali
| Classifica (1999-00) | Posizione massima |
| -------------------- | ----------------- |
| Australia            | 5                 |
| Belgio (Fiandre)     | 6                 |
| Belgio (Vallonia)    | 13                |
| Finlandia            | 18                |
| Germania             | 27                |
| Irlanda              | 7                 |
| Italia               | 11                |
| Norvegia             | 28                |
| Nuova Zelanda        | 16                |
| Paesi Bassi          | 2                 |
| Regno Unito          | 4                 |
| Stati Uniti          | 108               |
| Svezia               | 12                |
| Svizzera             | 33                |
| Ungheria             | 5                 |

### Classifiche di fine anno
| Classifica (1999) | Posizione |
| ----------------- | --------- |
| Australia         | 41        |
| Belgio (Fiandre)  | 48        |
| Belgio (Vallonia) | 91        |
| Paesi Bassi       | 61        |
| Regno Unito       | 27        |
| Classifica (2000) | Posizione |
| Australia         | 65        |
| Belgio (Fiandre)  | 40        |
| Paesi Bassi       | 73        |
| Regno Unito       | 54        |